# Wymiana stóp
Wymiana stóp – zjawisko morfologiczne w niektórych językach, polegające na zmianie ilościowej lub jakościowej spółgłosek wewnątrz morfemu spowodowanej kontekstem zewnętrznym – wpływem otoczenia fonetycznego. Zjawisko to występuje w niektórych językach ugrofińskich, najbardziej rozpoznawalne jest w języku fińskim, zwane jest również astevaihtelu.

## Język fiński

### Istota zjawiska
Spółgłoski k, p i t podczas odmiany przez przypadki i osoby ulegają procesowi wymiany stóp. Mogą występować w stopie „słabej”, jak również „mocnej”. Ogólna zasada stosowania stopy opiera się na kontekście fonetycznym – jeśli sylaba jest otwarta, czyli kończy się samogłoską (np. katu „ulica”), wówczas używa się stopy mocnej, przy zamkniętej sylabie spółgłoska występuje w formie słabej (kadun). Z powodu zmian historycznych i ewolucji języka mówionego istnieją pewne nieregularności w procesie wymiany stóp, np. przed długą samogłoską spółgłoska występuje na stopie mocnej, nawet jeśli sylaba jest zamknięta (np. katuun „do ulicy, w ulicę”.)
W przypadku liczby mnogiej formy podstawowe wyrazów (bezokolicznik w czasowniku, mianownik w rzeczowniku) znajdują się w stopie mocnej. Jednak istnieją wyrazy, które ulegają procesowi odwrotnemu: w formach podstawowych występują w stopie słabej, podczas gdy formy fleksyjne przyjmują stopę mocną (np. liike „ruch”, liikkeen „ruchu”).
Są dwa podstawowe warianty wymiany stóp – jakościowa i ilościowa.

### Wymiana ilościowa
Przy zmianie ilościowej podwójna spółgłoska (geminata) występuje w stopie mocnej, stopa słaba to redukcja do pojedynczej spółgłoski:
- kk → k: lakka (malina moroszka) – lakan (maliny)
- pp → p: oppia (uczyć się) – opin (uczę się)
- tt → t: katto (dach) – katot (dachy)

### Wymiana jakościowa
Wymiana jakościowa dotyczy pojedynczych spółgłosek k, p i t, jak też licznych zbitek spółgłosek. Ten sposób wymiany stóp nie jest już produktywny, tj. nie dotyczy słów nowo powstałych: porównaj: katu („ulica”) – kadun („ulicy”), ale już auto („auto”) – auton.
- p → v: rapu (rak) – ravun (raka)
- t → d: paita (koszula) – paidat (koszule)
- nk → ng: Helsinki – Helsingissä (w Helsinkach)
- mp → mm: kampa (grzebień) – kammat (grzebienie)
- lt → ll: valta (przemoc) – vallan (przemocy)
- nt → nn: antaa (dać) – annan (daję)
- rt → rr: parta (broda) – parran (brody)
- rk → r; Turku (miejscowość) – Turussa (w Turku)

### Przypadki szczególne
- hke → hje: rohkenen (ośmielam) – rohjeta (ośmielać)
- lke → lje: hylkeen (suknię) – hylje (suknia)
- rke → rje: särkeä (złamać) – särjen (łamię)
- uku → uvu: luku (liczba) – luvun (liczby)
- yky → yvy: kyky (zdolność) – kyvyn (zdolności)[2]

### Dźwięk /k/
Dźwięk pełni w historii języka rolę szczególnie złożoną toteż przeszedł liczne zmiany i nie istnieje jeden model wymiany stóp dla tego fonemu. Oto najczęstsze przypadki zmian jakościowych i ilościowych:
k → ø- jalka → jalan (wymiana ilościowa)
k → kk- liike → liikkeen (wymiana ilościowa)
uku/yky → uvu-/yvy- puku → puvun (wymiana jakościowa)
lki → lje- kylki → kyljen (wymiana jakościowa)
rki → rje- järki → järjen (wymiana jakościowa)
nk → ng- Helsinki → Helsingin (wymiana jakościowa)

### Wzory odmiany
Odmiana rzeczownika katu (‘ulica’), podlegającego jakościowej wymianie stóp.
| Nazwa przypadka | pytania                      | Sg.     | Pl        |
| --------------- | ---------------------------- | ------- | --------- |
| Nominativus     | kto? co?                     | katu    | kadut     |
| Partitivus      | Ile (czego)? kogo? czego?    | katua   | katuja    |
| Genetivus       | kogo? czego?                 | kadun   | katujen   |
| accusativus I   | kogo? co?                    | kadun   | = Nom     |
| Accusativus II  | kogo? czego?                 | = Nom   | = Nom     |
| Essivus         | jako kto? jako co?           | katuna  | katuina   |
| Translativus    | w kogo? w co?                | kaduksi | kaduiksi  |
| Comitativus     | z kim? z czym?               | -       | katuineen |
| Prolativus      | jak? którędy?                | -       | *kaduitse |
| Abessivus       | bez kogo? bez czego?         | kadutta | kaduitta  |
| Instructivus    | jak? kim? czym?              | -       | kaduin    |
| Inessivus       | w kim? w czym? gdzie?        | kadussa | kaduissa  |
| Elativus        | od kogo? od czego? skąd?     | kadusta | kaduista  |
| Illativus       | w kogo? w co? dokąd?         | katuun  | katuihin  |
| Adessivus       | na kim? na czym? gdzie?      | kadulla | kaduilla  |
| Ablativus       | znad (od) kogo? czego? skąd? | kadulta | kaduilta  |
| Allativus       | na kogo? Na co? Dokąd?       | kadulle | kaduille  |